# LP 944-020
LP 944-020 – jeden z najbliższych Układowi Słonecznemu brązowych karłów, chłodnych obiektów gwiazdopodobnych (początkowo sądzono, że jest to czerwony karzeł). Znajduje się on w gwiazdozbiorze Pieca, w odległości ok. 21 lat świetlnych od Słońca. Jego jasność wizualna to ledwie 18,7m. Jest to zatem bardzo słaby obiekt i można go dostrzec dopiero po uzbrojeniu oka w teleskop.

## Właściwości fizyczne
LP 944-020 należy do typu widmowego M9,5 V (zob. diagram Hertzsprunga-Russella). Temperatura powierzchni tego karła sięga ok. 2500 K. Jego masa wynosi poniżej 0,06 masy Słońca, promień ok. 0,1 promienia Słońca, a jasność tylko 0,000145 jasności Słońca.